# Терехова, Елена Юрьевна
Елена Юрьевна Терехова (родилась 5 июля 1987 в Воронеже) — российская футболистка, полузащитник, нападающий.
Первый тренер: Сергей Анатольевич Томилин. Часто играла в связке с Еленой Даниловой. Выступала за команды «Энергия» (Воронеж), «Рязань-ВДВ», «Спартак (Москва)», «Индиана» (США), «Россиянка» (Красноармейск), ЦСКА.
Директор женского футбольного клуба «Спартак».

## Достижения
- Чемпионка Европы 2005 года в Венгрии (до 19 лет).
- Чемпионка США 2007 года.
- Двукратный бронзовый призёр Чемпионата Европы до 19 лет 2004 и 2006 годов.
- Двукратный чемпион России 2002 и 2009 годов.
- Обладательница Кубка России 2009 года.